# Antonio Létourneau
Antonio Létourneau (* 28. August 1885 in Québec (Stadt); † 29. Oktober 1948 in Montreal) war ein kanadischer Organist und Musikpädagoge.

## Leben und Wirken
Létourneau trat bereits als Kind in der Kirche Notre-Dame in Montreal auf. Er studierte ab 1900 bei Caroline Racicot und war seit 1904 Klavier- und Orgelschüler von Romain-Octave Pelletier, später von Alfred La Liberté. Er war von 1917 bis 1920 Organist an der Kirche St-Georges, dann bis zu seinem Tode an der Kirche St-Louis-de-France.
Daneben unterrichtete er Solfège an der Schola Cantorum und gab Klavier- und Orgelunterricht privat sowie am Conservatoire National, zu dessen Vorstand er gehörte. Zu seinen Schülern zählten Françoise Aubut und Colombe Pelletier.
Seit 1912 war Létourneau mit der Sängerin Marie-Anne Godbout verheiratet. Seine Tochter Marthe Létourneau wurde als Sängerin bekannt.